# Flora del País Valencià
La flora del País Valencià es caracteritza per pertànyer a un bioma de boscos i matolls mediterranis, desenvolupats en un clima caracteritzat per hiverns temperats, estius secs, tardors i primaveres amb abundants precipitacions, és a dir, el clima mediterrani. A més d'això, la vegetació valenciana està adaptada a un altre esdeveniment usual a la regió, els incendis forestals.

## Classificació

### Classificació biogeogràfica
La flora del País Valencià pertany biogeogràficament al Regne Boreal, i més concretament a la regió mediterrània. En la taula següent pot observar-se més detalladament a quines subzones biogeogràfiques pertany concretament cada àrea del País Valenciàː
| Zones biogeogràfiques del País Valencià |              |                         |                           |                     |        |                    |                                                   |
| Regne                                   | Regió        | Subegión                | Província                 | Subprovincia        | Sector | Sector             | Sector                                            |
| Boreal                                  | Mediterrània | Mediterrània Occidental | Valencià-Català-Provençal | Catalana-Valenciana | 1.1    | Valencià-Tarragoní | Sectors biogeográficos de la Comunitat Valenciana |
| Boreal                                  | Mediterrània | Mediterrània Occidental | Valencià-Català-Provençal | Catalana-Valenciana | 1.2    | Xativí             | Sectors biogeográficos de la Comunitat Valenciana |
| Boreal                                  | Mediterrània | Mediterrània Occidental | Castellà-Maestrat-Manxega | Castellana          | 2.2    | Manxec             | Sectors biogeográficos de la Comunitat Valenciana |
| Boreal                                  | Mediterrània | Mediterrània Occidental | Castellà-Maestrat-Manxega | Oroibèrica          | 2.3    | Maestrat           | Sectors biogeográficos de la Comunitat Valenciana |
| Boreal                                  | Mediterrània | Mediterrània Occidental | Múrcia–Almeria            | Múrcia–Almeria      | 3      | Alacantí-Murcià    | Sectors biogeográficos de la Comunitat Valenciana |
| Font: Rivas Martínez, et al (2002)      |              |                         |                           |                     |        |                    |                                                   |

### Classificació bioclimàtica
Des del punt de vista bioclimàtic, la vegetació es disposa en estrats en funció altitudinal, que es corresponen amb els termoclimes o pisos bioclimàtics. Al País Valencià estan representats els pisos termomediterrani, mesomediterrani, supramediterrani i oromediterrani, mentre que la presència dels pisos crioromediterrani i inframediterrani es presenten puntualment.

## Formacions vegetals típiques

### Bosc mediterrani
D'aquesta manera, la vegetació típica del País Valencià és el bosc mediterrani, caracteritzat per vegetació de fulla perenne i xeròfila, adaptada al llarg del període estival de sequera. L'espècie climàcica i dominant és la carrasca, si bé l'espècie més abundant és el pi blanc. Altres espècies que es troben en terres valencianes són les alzines, els roure de fulla petita i les sureres, aquests últims en zones de substrat àcid, així com també l'olivera, l'ametler, el garrofer, el taronger i el caquier com a espècies conreades. El sotabosc dominant està compost per espècies llenyoses de tipus espinós i aromàtic, com el romer, el timó, la coscolla, el llentiscle, la murta, el fenoll, la argilaga i l'estepa landífera. Al voltant dels llits i a les zones humides són abundants els boscos de ribera i la vegetació palustre, formada per arbres com els àlbers, els oms i els plorosos, i per espècies herbàcies com les canyes, els canyisos i la mansega, entre moltes altres espècies.

### Màquia
En general, el bosc valencià està molt alterat per l'acció de l'ésser humà al llarg de la història, fonamentalment per la urbanització, l'agricultura i pels incendis forestals. La màquia, formació secundària de caràcter arbustiu, és la vegetació típica a les zones de boscos degradats. Davant aquesta problemàtica s'ha recorregut a la repoblació d'extenses zones amb espècies no climàciques com el pi, motiu pel qual en l'actualitat és l'espècie més abundant als boscos valencians.